# Antihipertensiv
Antihipertensivele sunt o clasă de medicamente folosite în tratamentul hipertensiunii arteriale. Scopul terapiei antihipertenisve constă în reducerea complicațiilor posibile ale hipertensiunii sanguine. Presiunea crescută a sângelui în teritoriul arterial, în special în arterele cu un diametru mai mic de 1 mm, creează premizele bolii ischemice cu manifestările sale de infarct miocardic și accident vascular cerebral. Reducerea tensiunii arteriale cu 5 mmHg poate scădea riscul de infarct cu 34%, al bolii ischemice cu 21%, și poate reduce riscul de dezvoltare al demenței, al insuficienței cardiace și al mortalității datorate patologiilor cardiovasculare.
Există mai multe clase de medicamente antihipertensive, care ajută la scăderea valorilor tensiunii arteriale prin diferite metode. Printre cele mai folosite antihipertensive sunt diureticele tiazidice, blocantele canalelor de calciu, inhibitorii enzimei de conversie ai angiotensinei, antagoniștii receptorilor de angiotensină II (sartani) și beta-blocantele.
Prescrierea acestor clase diferă în funcție de clasificarea hipertensiunii, în forme ușoare, medii și severe și a protocoalelor naționale de management ale hipertensiunii arteriale. Astfel obiectivul principal al tratamentul constă în scăderea valorilor tensionale la un nivel în care complicațiile hipertensiunii arteriale pot fi împiedicate să apară. Vârsta pacienților, bolile asociate și afectarea organelor-țintă constituie restricții importante în prescrierea dozelor și a clasei de antihipertensiv administrat. În cadrul acestor clase există diferențe semnificative în materie de cost, indicații, contraindicații și efecte adverse. Alegerea unor medicamente scumpe cu o acțiune terapeutică mai slabă ori egală cu a unui medicament mai ieftin afectează bugetele de sănătate și în general promovează abandonarea unui tratament mai ieftin în defavoarea medicamentelor mai noi și de obicei mai scumpe.

## Clasificare

### Diuretice

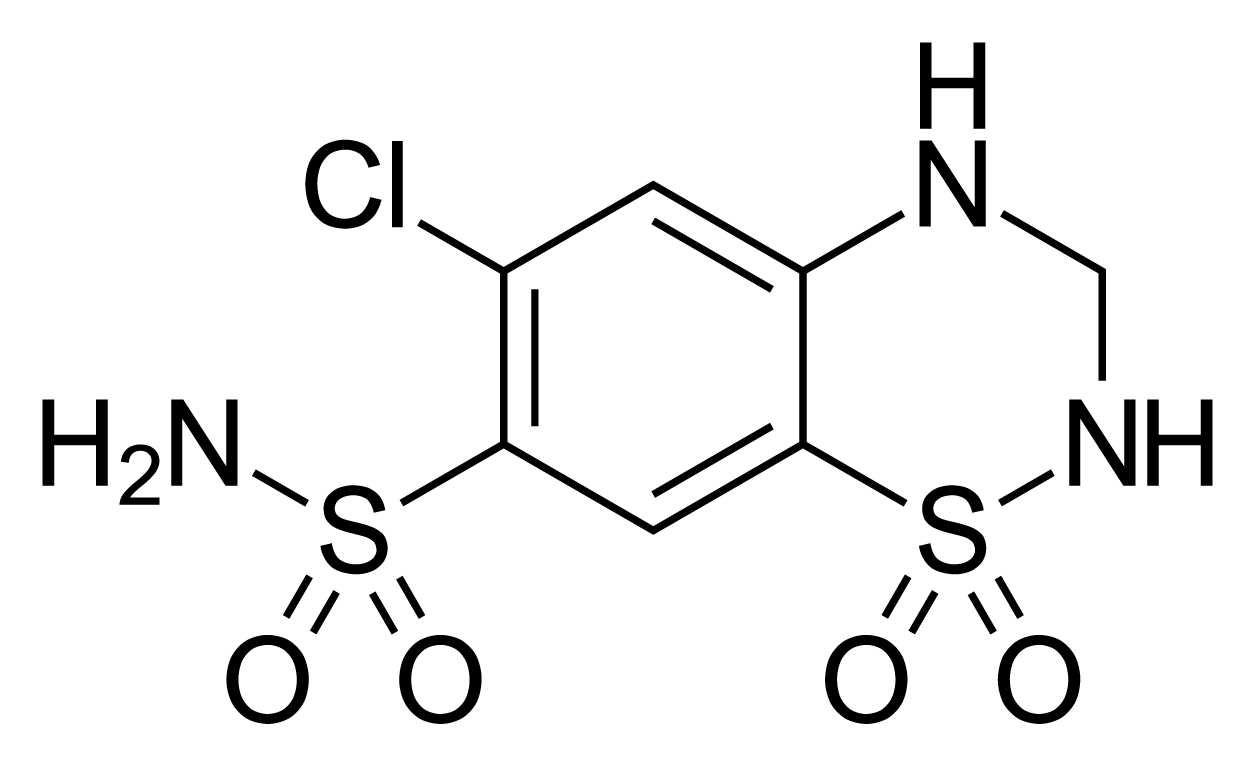
Hidroclorotiazida, un diuretic tiazidic utilizat frecvent

Diureticele acționează asupra rinichiului prin împiedicarea reabsorbției de apă și sodiu la nivel de nefron.
Există mai multe clase de diuretice:
- Diuretice de ansă
  - bumetanidă
  - acid etacrinic
  - furosemidă
  - torasemidă
- Diuretice tiazidice
  - epitizidă
  - hidroclorotiazidă
  - clorotiazidă
  - bendroflumetiazidă
  - meticlotiazidă
  - politiazidă
- Diuretice tiazid-like
  - indapamidă
  - clortalidonă
  - metalozonă
  - xipamidă
  - clopamidă
- Diuretice economisitoare de potasiu
  - amiloridă
  - triamteren
  - spironolactonă - și antagonist ai receptorilor pentru aldosteron
  - eplerenonă - și antagonist ai receptorilor pentru aldosteron

### Blocante ale canalelor de calciu

Felodipina, un blocant al canalelor de calciu de tip dihidropiridinic

Blocantele canalelor de calciu blochează intrarea ionilor de calciu în celulele musculare din pereții arteriali.
Există două clase:
- 1,4-dihidropiridine:
  - amlodipină
  - barnidipină
  - cilnidipină
  - clevidipină
  - felodipină
  - isradipină
  - lercanidipină
  - levamlodipină
  - nicardipină
  - nifedipină
  - nimodipină
  - nisoldipină
  - nitrendipină
- non-dihidropiridine:
  - diltiazem
  - verapamil
  - galopamil

### Inhibitori ai enzimei de conversie a angiotensinei

Captopril, un IECA

Inhibitorii enzimei de conversie a angiotensinei (IECA) inhibă enzima de conversie, necesară transformării angiotensinei I în angiotensină II, cu efect vasoconstrictor.
- captopril
- enalapril
- fosinopril
- lisinopril
- moexipril
- perindopril
- quinapril
- ramipril
- trandolapril
- benazepril
- zofenopril

### Antagoniști ai receptorilor pentru angiotensină II

Valsartan, un BRA

Antagoniștii sau blocanții receptorilor pentru angiotensină II (BRA) acționează prin antagonizarea receptorilor pentru angiontensina vasoconstrictoare.
- azilsartan
- candesartan
- eprosartan
- irbesartan
- losartan
- olmesartan
- telmisartan
- valsartan
- fimasartan

### Antagoniști ai receptorilor adrenergici
- Alfa-blocante:
  - doxazosină
  - fentolamină
  - indoramină
  - fenoxibenzamină
  - prazosină
  - terazosină
  - tolazolină
  - urapidil
- Beta-blocante
  - acebutolol
  - atenolol
  - bisoprolol
  - betaxolol
  - carteolol
  - carvedilol
  - labetalol
  - metoprolol
  - nadolol
  - nebivolol
  - oxprenolol
  - penbutolol
  - pindolol
  - propranolol
  - sotalol
  - timolol
  - tertatolol

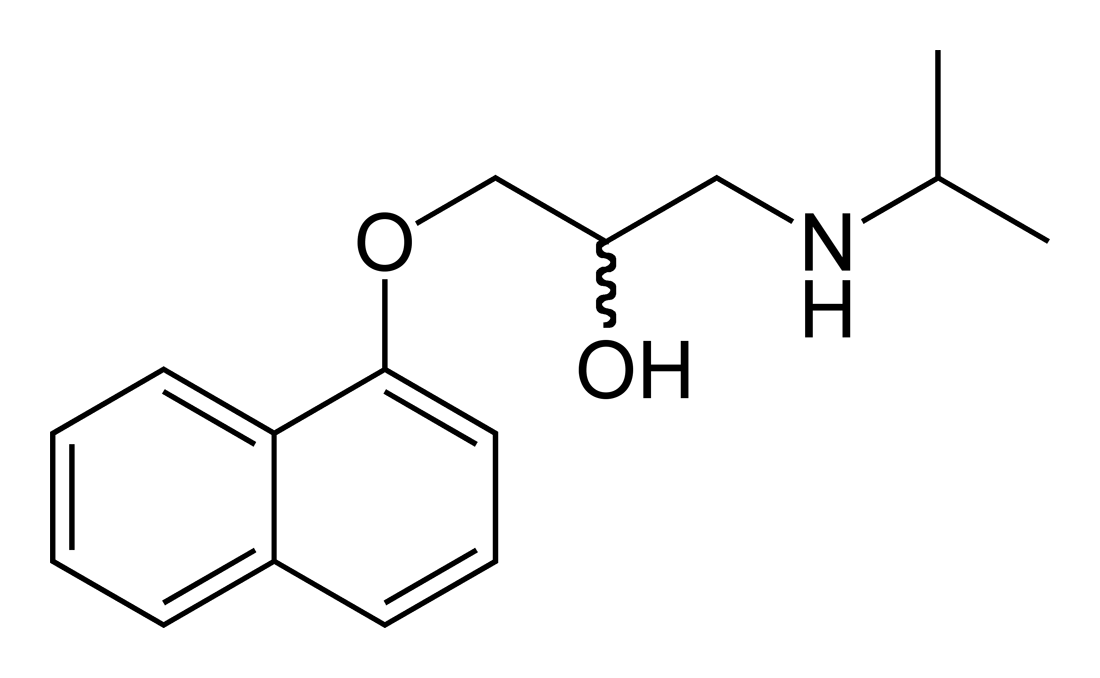
Propranolol, primul beta-blocant

- Efect de blocare mixt, alfa și beta:
  - bucindolol
  - carvedilol
  - labetalol

### Agoniști ai receptorilor alfa-2 adrenergici
Cu acțiune centrală, directă:
- clonidină
- guanabenz
- guanfacină
- metildopa
- moxonidină
- rilmenidină

Cu acțiune indirectă:
- betanidină
- guanetidină

Clonidina, un agonist alfa-2 adrenergic cu acțiune centrală

- mecamilamină - antinicotinic și ganglioplegic
- trimetafan - ganglioplegic
- rezerpină - inhibarea VMAT

### Vasodilatatoare
- Nitroprusiat de sodiu
- Hidralazină

### Inhibitori ai reninei
- Aliskiren
- Remikiren